# 黃相 (正德進士)
黄相（1488年—1517年），字國佐，江西九江衛官籍清江縣人，明朝政治人物。

## 生平
江西鄉試第四十七名舉人。正德十二年（1517年）中式丁丑科會試第一百二十五名，登第三甲第一百九十三名進士。吏部观政，卒。

## 家族
曾祖黄景祥；祖父黄懋；父黄珷，母杨氏。具庆下。兄黄金（副千户）、黄棋。